# امریکنا، سائو پائولو
امریکنا، سائو پائولو (به پرتغالی: Americana, São Paulo) یک شهر و municipality of Brazil در برزیل است که در ایالت سائوپائولو واقع شده‌است.

## خصوصیات
امریکنا ۱۳۳٫۶۳۰ کیلومترمربع مساحت و ۲۱۲٬۷۹۱ نفر جمعیت دارد و ۵۶۹ متر بالاتر از سطح دریا واقع شده‌است.